# WLRP
WLRP (1460 AM, "Radio Raíces 1460 AM") es una estación de radio autorizada para servir en el municipio de San Sebastián de las Vegas del Pepino, Puerto Rico. La estación es propiedad de Las Raíces Pepinianas, Inc. Ha estado en el aire desde que se fundó en 1965. Emite con un formato de noticias, análisis y música en español. Las siglas WLRP fueron asignadas por la Comisión Federal de Comunicaciones el 12 de julio de 1982.